# Jaime Julio Aguilar
Jaime Julio Aguilar Sánchez (* 12. April 1956) ist ein ehemaliger mexikanischer Fußballspieler auf der Position des Torwarts.

## Laufbahn
In der Saison 1976/77 bestritt Aguilar für die UANL Tigres 12 Spiele in der mexikanischen Primera División. Vor der folgenden Saison 1977/78 wechselte er zum Hauptstadtverein Cruz Azul, für den er in den folgenden sechs Spielzeiten insgesamt 43 Punktspieleinsätze absolvierte. In den Spielzeiten 1978/79 und 1979/80 gewann Aguilar mit den Cementeros zweimal den Meistertitel.

## Erfolge
- Mexikanischer Meister: 1978/79 und 1979/80